# Ерешко, Василий Терентьевич
Василий Терентьевич Ерешко (17 июня 1928 — 5 ноября 2004) — советский земледелец, Герой Социалистического Труда (1966).

## Биография
Родился 17 июня 1928 года в г. Баштанка Николаевской области в семье крестьянина. Школьное обучение прервала Великая Отечественная война.
Сразу же после её окончания в 1945 году Василий Терентьевич поступает на курсы трактористов при Баштанской МТС. Так началась трудовая деятельность 17-летнего юноши.
Большую часть своей жизни отдал Василий Терентьевич родной земле. Работал трактористом, затем в 1952 году, когда был создан колхоз им. Коминтерна, Ерешко стал работать учетчиком полевой бригады, а впоследствии — бригадиром. Работал добросовестно, под его руководством бригада достигала хороших результатов, поэтому Василий Терентьевич был назначен управляющим II-м отделением колхоза.
В 1966 году земледельцы этого участка собрали по 32,2 центнера озимой пшеницы на площади 970 гектар. Это было большим достижением в выращивании зерновых, поэтому управляющему отделением того года было присвоено звание Героя Социалистического Труда. Был делегатом XXIV съезда КПСС (1971).
Продолжал работу до 1988 года, отдавая свои знания и труд родной земли, передавая свой богатый опыт молодому поколению. В 1988 году Василий Терентьевич вышел на пенсию.
Умер 5 ноября 2004.

## Награды
- Герой Социалистического Труда (1966)